# Dose équivalente
En physique nucléaire, et plus généralement en radioprotection, la dose équivalente (notée H) est une grandeur physique mesurant l'impact sur les tissus biologiques d'une exposition à un rayonnement ionisant, par exemple à une source de radioactivité.  Elle se définit comme la dose absorbée, à savoir l'énergie reçue par unité de masse, corrigée d'un facteur de pondération du rayonnement sans dimension, qui prend en compte la dangerosité relative du rayonnement considéré.
L'unité de dose équivalente est le sievert (symbole: Sv), en l'honneur du physicien Rolf Sievert, qui équivaut à un joule par kilogramme (J/kg). 
L'ancienne unité, le rem, vaut 10 mSv (100 rem = 1 Sv).

## Calcul de la dose équivalente

Relation entre dose absorbée, dose équivalente et dose efficace (CIPR)

Connaissant les doses DR délivrées par différents types de rayonnements,  la dose équivalente H est 
{\displaystyle H=\sum _{\mathrm {R} }w_{\mathrm {R} }D_{\mathrm {R} }\,}.
où les wR sont les facteurs de pondération des rayonnements, anciennement appelés efficacités biologiques relatives (EBR) puis facteurs de qualité (Q).

### Facteur de pondération du rayonnement
Pour prendre en compte de manière précise la dangerosité d'une dose d'un type de rayonnement, un facteur d'efficacité biologique devrait prendre en compte plusieurs paramètres :
- le type de radiations ;
- leur énergie ;
- l'effet biologique étudié.

Afin de simplifier, la Commission internationale de protection radiologique a émis des recommandations (les publications no 60 en 1991 puis no 103 en 2007) sur le calcul d'un facteur de qualité ou facteur de pondération des rayonnements, estimant l'efficacité d'un rayonnement. Les valeurs sont listées ci-dessous :
| Rayonnement                                                                    | Énergies         | Facteur de qualité (CIPR 60) | Facteur de pondération {\displaystyle w_{\mathrm {R} }} (CIPR 103)     |
| ------------------------------------------------------------------------------ | ---------------- | ---------------------------- | ---------------------------------------------------------------------- |
| Photons (X ou {\displaystyle \gamma })                                         | Toutes           | 1                            | 1                                                                      |
| Électrons (particules {\displaystyle \beta })                                  | Toutes           | 1                            | 1                                                                      |
| Protons                                                                        | Toutes           | 5                            | 2                                                                      |
| neutrons                                                                       | < 10 keV         | 5                            | Calculé : entre 2,5 et 3                                               |
| neutrons                                                                       | 10 keV à 100 keV | 10                           | Calculé : entre 3 et 10                                                |
| neutrons                                                                       | 100 keV à 2 MeV  | 20                           | Calculé : entre 10 et 17,5 (max.: 1 MeV {\displaystyle \approx } 20,5) |
| neutrons                                                                       | 2 Mev à 20 Mev   | 10                           | Calculé : entre 17,5 et 7                                              |
| neutrons                                                                       | > 20 MeV         | 5                            | Calculé : entre 7 et 2,5                                               |
| Autres (particules {\displaystyle \alpha }, fragments de fission, ions lourds) | Toutes           | 20                           | 20                                                                     |

Remarque : Ces coefficients de pondération n'ont de signification qu'aux faibles doses de rayonnement, conduisant à des effets stochastiques.
La dose équivalente, pondérée par un facteur de sensibilité des tissus, permet d'obtenir la dose efficace.